# Ożomla Mała (gmina)
Ożomla Mała – dawna gmina wiejska w powiecie jaworowskim województwa lwowskiego II Rzeczypospolitej. Siedzibą gminy była Ożomla Mała.
Gminę utworzono 1 sierpnia 1934 r. w ramach reformy na podstawie ustawy scaleniowej z dotychczasowych gmin wiejskich: Czerczyk, Laszki, Nowosiółki, Ożomla, Ożomla Mała, Rogóźno i Siedliska.
Pod okupacją niemiecką w Polsce (GG) gminę zniesiono, włączając ją do nowo utworzonych gmin Ożomla i Bonów.
Po wojnie obszar gminy został odłączony od Polski i włączony do Ukraińskiej SRR.